# Evert-Jan Daniels
Everardus Antonius Johannes Marie "Evert-Jan" Daniels (Rotterdam, 16 september 1968) is een Nederlands fotograaf. Zijn onderwerpen komen naast portretten veelal voort uit opdrachten van documentatie van politiek en sportnieuws. Daniels, zelf ook reservist, fotografeert ook regelmatig onderwerpen van defensie, en buitenlandse opdrachten van de Nederlandse krijgsmacht.
Daniels werkte voor de Haagsche Courant, van 1997 tot 2000 freelance en van 2000 tot 2005 in vaste dienst, van 2005 tot 2006 werkte hij voor de Geassocieerde Pers Diensten, van 2006 tot 2008 voor het Algemeen Nederlands Persbureau. Sinds 2008 is Daniels een freelance persfotograaf werkend voor de landelijke dagbladen en persbureaus als ANP en Reuters. Hij bezocht de Nederlandse strijdkrachten al meermaals in Afghanistan, maar ook in Zuid-Afrika, Djibouti, Syrië, Turkije en Libanon.
Daniels won de Zilveren Camera 2010 in januari 2011, met een foto van Mark Rutte, Maxime Verhagen en Geert Wilders, de leiders van VVD, CDA en PVV, die door de ingang van de Tweede Kamer op het plein van het Binnenhof buitenstappen, na de beslissing een minderheidskabinet (Kabinet-Rutte I) te vormen, 111 dagen na de verkiezingen. De foto was genomen in opdracht van het Algemeen Dagblad.

## Enkele foto's

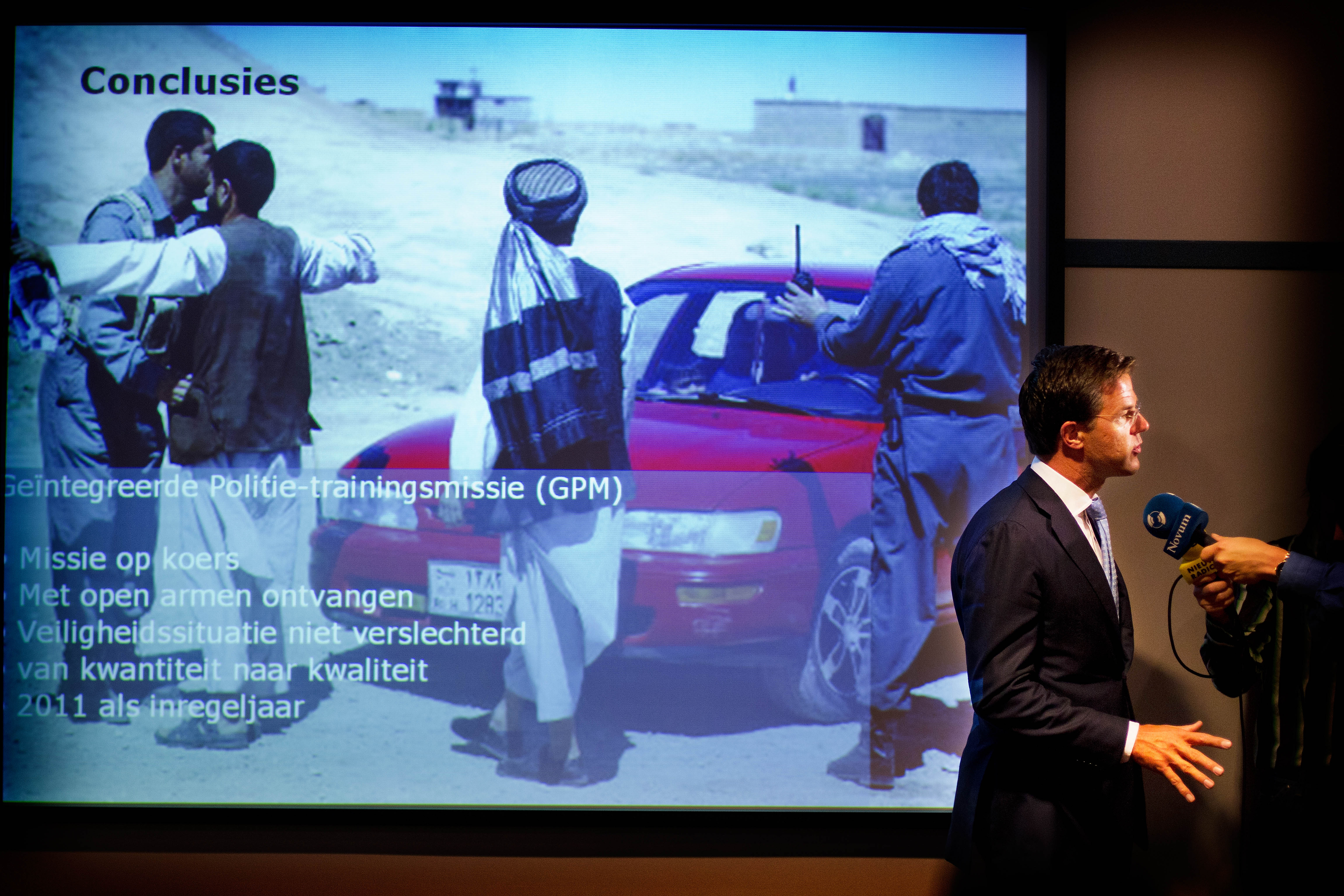
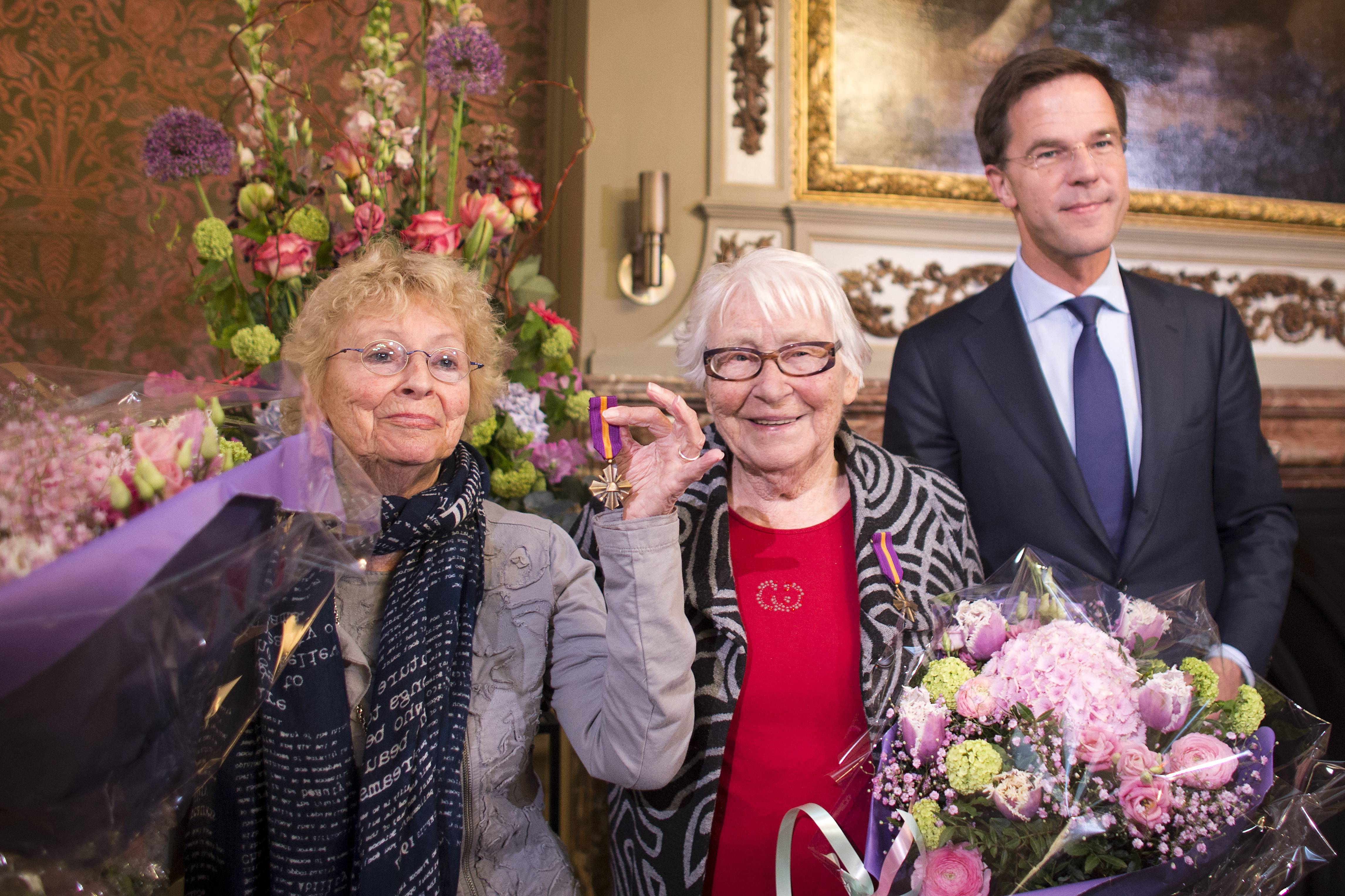
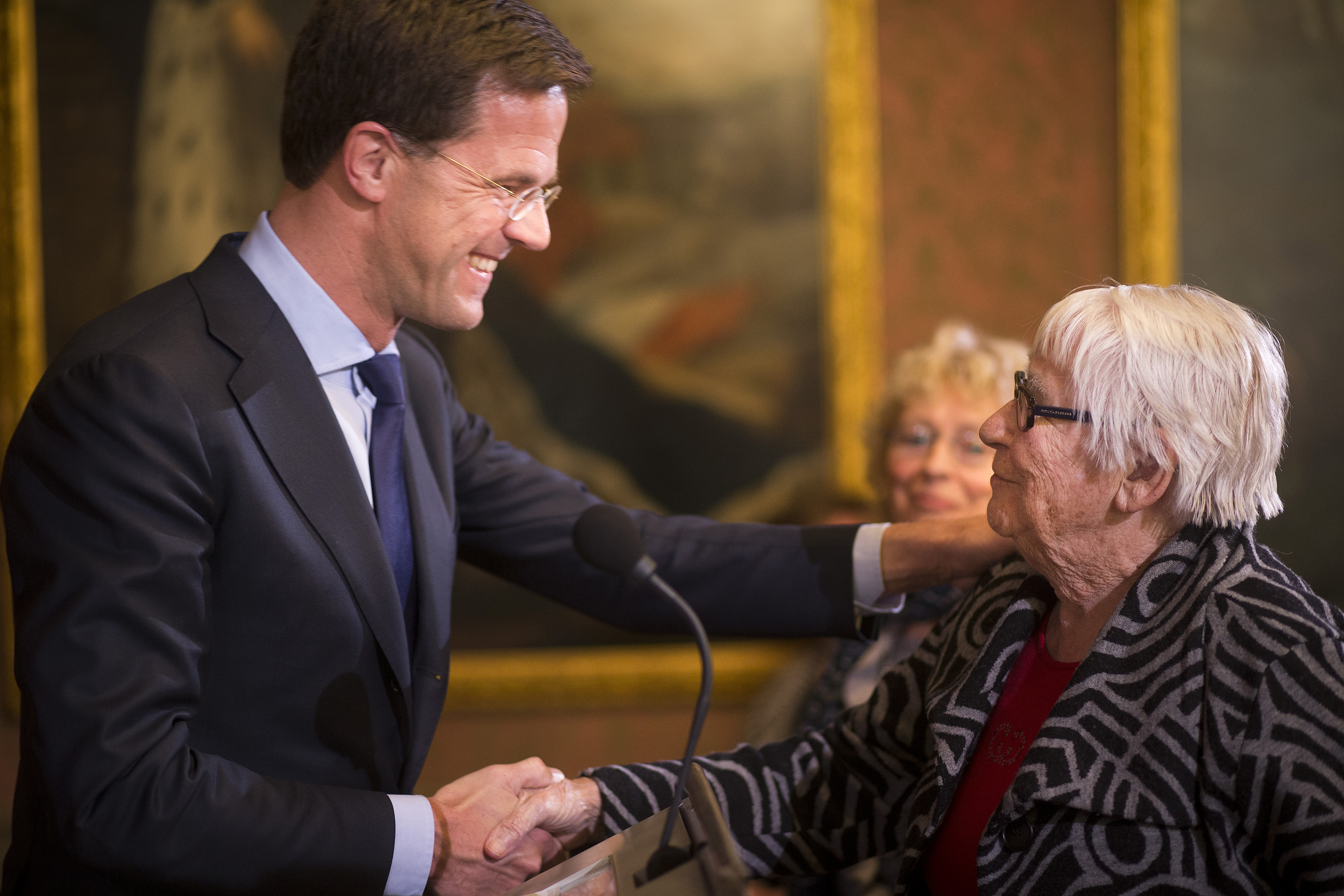
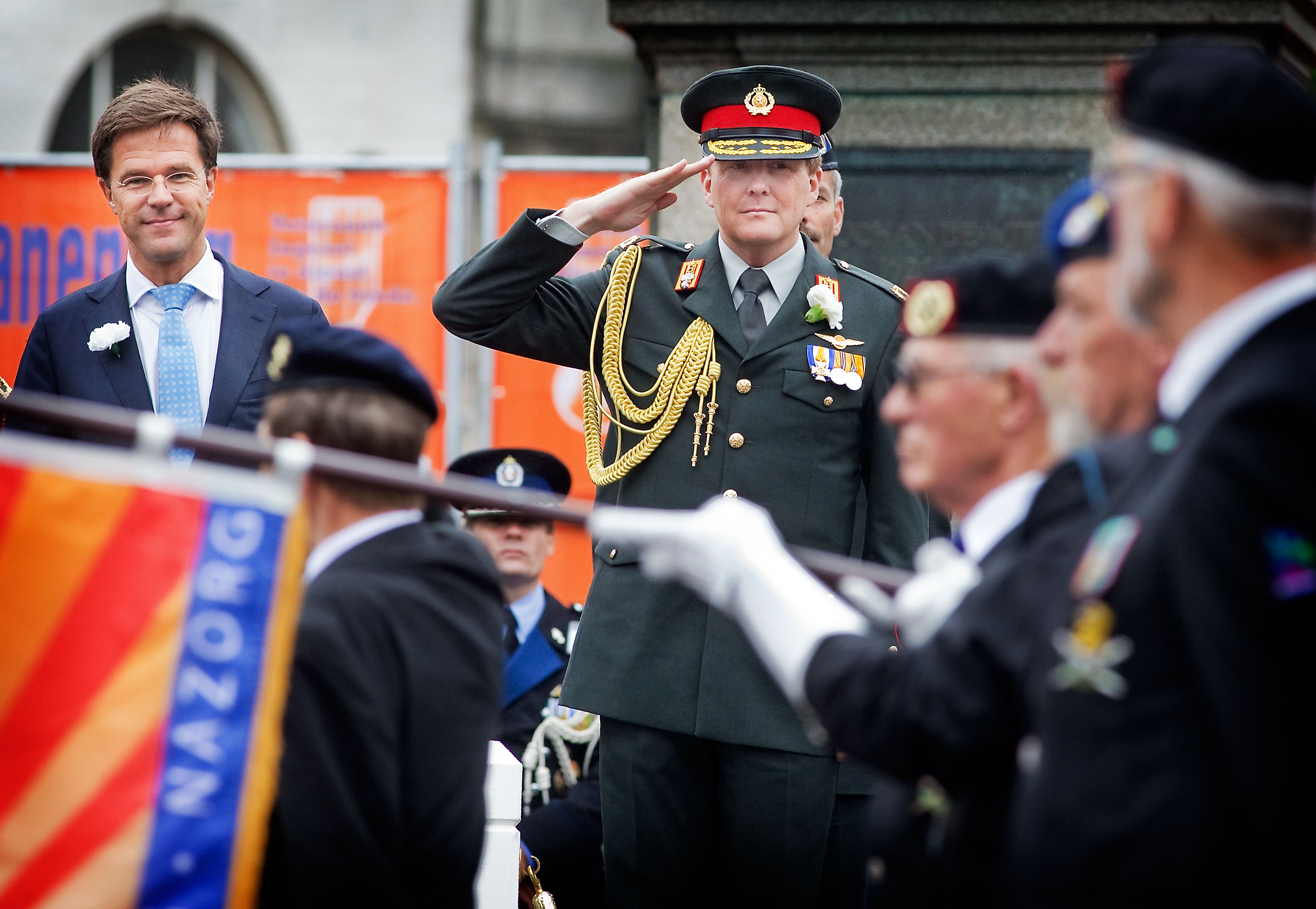